# Dynamiskt inköpssystem
Dynamiskt inköpssystem (DIS) är ett helt IT-baserat system för upphandling med en metodik som möjliggör att få in nya leverantörer och produkter under ett inköpsavtals giltighetstid, vilket skiljer detta från ett ramavtal. Sedan 2017 tillåter den svenska upphandlingslagstiftningen att  svenska myndigheter använder ett dynamiskt inköpssystem för återkommande anskaffning av varor, tjänster och standardiserade entreprenader som är allmänt tillgängliga på marknaden och har uppfyller myndighetens behov.
Användning av dynamiskt inköpssystem regleras i lagen om offentlig upphandling (LOU) och lagen om upphandling inom försörjningssektorerna (LUF).